# Trachusa cordaticeps
Trachusa cordaticeps är en biart som först beskrevs av Michener 1949.  Trachusa cordaticeps ingår i släktet hartsbin, och familjen buksamlarbin. Inga underarter finns listade i Catalogue of Life.